# Moruloidea ornata
Moruloidea ornata là một loài chân đều trong họ Sphaeromatidae. Loài này được Kussakin & Vasina miêu tả khoa học năm 1982.